# Defesa Bogo-Índia
|   | a | b | c | d | e | f | g | h |   |
| 8 | a8 preto torre · b8 preto cavalo · c8 preto bispo · d8 preto rainha · e8 preto rei · h8 preto torre · a7 preto peão · b7 preto peão · c7 preto peão · d7 preto peão · f7 preto peão · g7 preto peão · h7 preto peão · e6 preto peão · f6 preto cavalo · b4 preto bispo · c4 branco peão · d4 branco peão · f3 branco cavalo · a2 branco peão · b2 branco peão · e2 branco peão · f2 branco peão · g2 branco peão · h2 branco peão · a1 branco torre · b1 branco cavalo · c1 branco bispo · d1 branco rainha · e1 branco rei · f1 branco bispo · h1 branco torre | a8 preto torre · b8 preto cavalo · c8 preto bispo · d8 preto rainha · e8 preto rei · h8 preto torre · a7 preto peão · b7 preto peão · c7 preto peão · d7 preto peão · f7 preto peão · g7 preto peão · h7 preto peão · e6 preto peão · f6 preto cavalo · b4 preto bispo · c4 branco peão · d4 branco peão · f3 branco cavalo · a2 branco peão · b2 branco peão · e2 branco peão · f2 branco peão · g2 branco peão · h2 branco peão · a1 branco torre · b1 branco cavalo · c1 branco bispo · d1 branco rainha · e1 branco rei · f1 branco bispo · h1 branco torre | a8 preto torre · b8 preto cavalo · c8 preto bispo · d8 preto rainha · e8 preto rei · h8 preto torre · a7 preto peão · b7 preto peão · c7 preto peão · d7 preto peão · f7 preto peão · g7 preto peão · h7 preto peão · e6 preto peão · f6 preto cavalo · b4 preto bispo · c4 branco peão · d4 branco peão · f3 branco cavalo · a2 branco peão · b2 branco peão · e2 branco peão · f2 branco peão · g2 branco peão · h2 branco peão · a1 branco torre · b1 branco cavalo · c1 branco bispo · d1 branco rainha · e1 branco rei · f1 branco bispo · h1 branco torre | a8 preto torre · b8 preto cavalo · c8 preto bispo · d8 preto rainha · e8 preto rei · h8 preto torre · a7 preto peão · b7 preto peão · c7 preto peão · d7 preto peão · f7 preto peão · g7 preto peão · h7 preto peão · e6 preto peão · f6 preto cavalo · b4 preto bispo · c4 branco peão · d4 branco peão · f3 branco cavalo · a2 branco peão · b2 branco peão · e2 branco peão · f2 branco peão · g2 branco peão · h2 branco peão · a1 branco torre · b1 branco cavalo · c1 branco bispo · d1 branco rainha · e1 branco rei · f1 branco bispo · h1 branco torre | a8 preto torre · b8 preto cavalo · c8 preto bispo · d8 preto rainha · e8 preto rei · h8 preto torre · a7 preto peão · b7 preto peão · c7 preto peão · d7 preto peão · f7 preto peão · g7 preto peão · h7 preto peão · e6 preto peão · f6 preto cavalo · b4 preto bispo · c4 branco peão · d4 branco peão · f3 branco cavalo · a2 branco peão · b2 branco peão · e2 branco peão · f2 branco peão · g2 branco peão · h2 branco peão · a1 branco torre · b1 branco cavalo · c1 branco bispo · d1 branco rainha · e1 branco rei · f1 branco bispo · h1 branco torre | a8 preto torre · b8 preto cavalo · c8 preto bispo · d8 preto rainha · e8 preto rei · h8 preto torre · a7 preto peão · b7 preto peão · c7 preto peão · d7 preto peão · f7 preto peão · g7 preto peão · h7 preto peão · e6 preto peão · f6 preto cavalo · b4 preto bispo · c4 branco peão · d4 branco peão · f3 branco cavalo · a2 branco peão · b2 branco peão · e2 branco peão · f2 branco peão · g2 branco peão · h2 branco peão · a1 branco torre · b1 branco cavalo · c1 branco bispo · d1 branco rainha · e1 branco rei · f1 branco bispo · h1 branco torre | a8 preto torre · b8 preto cavalo · c8 preto bispo · d8 preto rainha · e8 preto rei · h8 preto torre · a7 preto peão · b7 preto peão · c7 preto peão · d7 preto peão · f7 preto peão · g7 preto peão · h7 preto peão · e6 preto peão · f6 preto cavalo · b4 preto bispo · c4 branco peão · d4 branco peão · f3 branco cavalo · a2 branco peão · b2 branco peão · e2 branco peão · f2 branco peão · g2 branco peão · h2 branco peão · a1 branco torre · b1 branco cavalo · c1 branco bispo · d1 branco rainha · e1 branco rei · f1 branco bispo · h1 branco torre | a8 preto torre · b8 preto cavalo · c8 preto bispo · d8 preto rainha · e8 preto rei · h8 preto torre · a7 preto peão · b7 preto peão · c7 preto peão · d7 preto peão · f7 preto peão · g7 preto peão · h7 preto peão · e6 preto peão · f6 preto cavalo · b4 preto bispo · c4 branco peão · d4 branco peão · f3 branco cavalo · a2 branco peão · b2 branco peão · e2 branco peão · f2 branco peão · g2 branco peão · h2 branco peão · a1 branco torre · b1 branco cavalo · c1 branco bispo · d1 branco rainha · e1 branco rei · f1 branco bispo · h1 branco torre | 8 |
| 7 | a8 preto torre · b8 preto cavalo · c8 preto bispo · d8 preto rainha · e8 preto rei · h8 preto torre · a7 preto peão · b7 preto peão · c7 preto peão · d7 preto peão · f7 preto peão · g7 preto peão · h7 preto peão · e6 preto peão · f6 preto cavalo · b4 preto bispo · c4 branco peão · d4 branco peão · f3 branco cavalo · a2 branco peão · b2 branco peão · e2 branco peão · f2 branco peão · g2 branco peão · h2 branco peão · a1 branco torre · b1 branco cavalo · c1 branco bispo · d1 branco rainha · e1 branco rei · f1 branco bispo · h1 branco torre | a8 preto torre · b8 preto cavalo · c8 preto bispo · d8 preto rainha · e8 preto rei · h8 preto torre · a7 preto peão · b7 preto peão · c7 preto peão · d7 preto peão · f7 preto peão · g7 preto peão · h7 preto peão · e6 preto peão · f6 preto cavalo · b4 preto bispo · c4 branco peão · d4 branco peão · f3 branco cavalo · a2 branco peão · b2 branco peão · e2 branco peão · f2 branco peão · g2 branco peão · h2 branco peão · a1 branco torre · b1 branco cavalo · c1 branco bispo · d1 branco rainha · e1 branco rei · f1 branco bispo · h1 branco torre | a8 preto torre · b8 preto cavalo · c8 preto bispo · d8 preto rainha · e8 preto rei · h8 preto torre · a7 preto peão · b7 preto peão · c7 preto peão · d7 preto peão · f7 preto peão · g7 preto peão · h7 preto peão · e6 preto peão · f6 preto cavalo · b4 preto bispo · c4 branco peão · d4 branco peão · f3 branco cavalo · a2 branco peão · b2 branco peão · e2 branco peão · f2 branco peão · g2 branco peão · h2 branco peão · a1 branco torre · b1 branco cavalo · c1 branco bispo · d1 branco rainha · e1 branco rei · f1 branco bispo · h1 branco torre | a8 preto torre · b8 preto cavalo · c8 preto bispo · d8 preto rainha · e8 preto rei · h8 preto torre · a7 preto peão · b7 preto peão · c7 preto peão · d7 preto peão · f7 preto peão · g7 preto peão · h7 preto peão · e6 preto peão · f6 preto cavalo · b4 preto bispo · c4 branco peão · d4 branco peão · f3 branco cavalo · a2 branco peão · b2 branco peão · e2 branco peão · f2 branco peão · g2 branco peão · h2 branco peão · a1 branco torre · b1 branco cavalo · c1 branco bispo · d1 branco rainha · e1 branco rei · f1 branco bispo · h1 branco torre | a8 preto torre · b8 preto cavalo · c8 preto bispo · d8 preto rainha · e8 preto rei · h8 preto torre · a7 preto peão · b7 preto peão · c7 preto peão · d7 preto peão · f7 preto peão · g7 preto peão · h7 preto peão · e6 preto peão · f6 preto cavalo · b4 preto bispo · c4 branco peão · d4 branco peão · f3 branco cavalo · a2 branco peão · b2 branco peão · e2 branco peão · f2 branco peão · g2 branco peão · h2 branco peão · a1 branco torre · b1 branco cavalo · c1 branco bispo · d1 branco rainha · e1 branco rei · f1 branco bispo · h1 branco torre | a8 preto torre · b8 preto cavalo · c8 preto bispo · d8 preto rainha · e8 preto rei · h8 preto torre · a7 preto peão · b7 preto peão · c7 preto peão · d7 preto peão · f7 preto peão · g7 preto peão · h7 preto peão · e6 preto peão · f6 preto cavalo · b4 preto bispo · c4 branco peão · d4 branco peão · f3 branco cavalo · a2 branco peão · b2 branco peão · e2 branco peão · f2 branco peão · g2 branco peão · h2 branco peão · a1 branco torre · b1 branco cavalo · c1 branco bispo · d1 branco rainha · e1 branco rei · f1 branco bispo · h1 branco torre | a8 preto torre · b8 preto cavalo · c8 preto bispo · d8 preto rainha · e8 preto rei · h8 preto torre · a7 preto peão · b7 preto peão · c7 preto peão · d7 preto peão · f7 preto peão · g7 preto peão · h7 preto peão · e6 preto peão · f6 preto cavalo · b4 preto bispo · c4 branco peão · d4 branco peão · f3 branco cavalo · a2 branco peão · b2 branco peão · e2 branco peão · f2 branco peão · g2 branco peão · h2 branco peão · a1 branco torre · b1 branco cavalo · c1 branco bispo · d1 branco rainha · e1 branco rei · f1 branco bispo · h1 branco torre | a8 preto torre · b8 preto cavalo · c8 preto bispo · d8 preto rainha · e8 preto rei · h8 preto torre · a7 preto peão · b7 preto peão · c7 preto peão · d7 preto peão · f7 preto peão · g7 preto peão · h7 preto peão · e6 preto peão · f6 preto cavalo · b4 preto bispo · c4 branco peão · d4 branco peão · f3 branco cavalo · a2 branco peão · b2 branco peão · e2 branco peão · f2 branco peão · g2 branco peão · h2 branco peão · a1 branco torre · b1 branco cavalo · c1 branco bispo · d1 branco rainha · e1 branco rei · f1 branco bispo · h1 branco torre | 7 |
| 6 | a8 preto torre · b8 preto cavalo · c8 preto bispo · d8 preto rainha · e8 preto rei · h8 preto torre · a7 preto peão · b7 preto peão · c7 preto peão · d7 preto peão · f7 preto peão · g7 preto peão · h7 preto peão · e6 preto peão · f6 preto cavalo · b4 preto bispo · c4 branco peão · d4 branco peão · f3 branco cavalo · a2 branco peão · b2 branco peão · e2 branco peão · f2 branco peão · g2 branco peão · h2 branco peão · a1 branco torre · b1 branco cavalo · c1 branco bispo · d1 branco rainha · e1 branco rei · f1 branco bispo · h1 branco torre | a8 preto torre · b8 preto cavalo · c8 preto bispo · d8 preto rainha · e8 preto rei · h8 preto torre · a7 preto peão · b7 preto peão · c7 preto peão · d7 preto peão · f7 preto peão · g7 preto peão · h7 preto peão · e6 preto peão · f6 preto cavalo · b4 preto bispo · c4 branco peão · d4 branco peão · f3 branco cavalo · a2 branco peão · b2 branco peão · e2 branco peão · f2 branco peão · g2 branco peão · h2 branco peão · a1 branco torre · b1 branco cavalo · c1 branco bispo · d1 branco rainha · e1 branco rei · f1 branco bispo · h1 branco torre | a8 preto torre · b8 preto cavalo · c8 preto bispo · d8 preto rainha · e8 preto rei · h8 preto torre · a7 preto peão · b7 preto peão · c7 preto peão · d7 preto peão · f7 preto peão · g7 preto peão · h7 preto peão · e6 preto peão · f6 preto cavalo · b4 preto bispo · c4 branco peão · d4 branco peão · f3 branco cavalo · a2 branco peão · b2 branco peão · e2 branco peão · f2 branco peão · g2 branco peão · h2 branco peão · a1 branco torre · b1 branco cavalo · c1 branco bispo · d1 branco rainha · e1 branco rei · f1 branco bispo · h1 branco torre | a8 preto torre · b8 preto cavalo · c8 preto bispo · d8 preto rainha · e8 preto rei · h8 preto torre · a7 preto peão · b7 preto peão · c7 preto peão · d7 preto peão · f7 preto peão · g7 preto peão · h7 preto peão · e6 preto peão · f6 preto cavalo · b4 preto bispo · c4 branco peão · d4 branco peão · f3 branco cavalo · a2 branco peão · b2 branco peão · e2 branco peão · f2 branco peão · g2 branco peão · h2 branco peão · a1 branco torre · b1 branco cavalo · c1 branco bispo · d1 branco rainha · e1 branco rei · f1 branco bispo · h1 branco torre | a8 preto torre · b8 preto cavalo · c8 preto bispo · d8 preto rainha · e8 preto rei · h8 preto torre · a7 preto peão · b7 preto peão · c7 preto peão · d7 preto peão · f7 preto peão · g7 preto peão · h7 preto peão · e6 preto peão · f6 preto cavalo · b4 preto bispo · c4 branco peão · d4 branco peão · f3 branco cavalo · a2 branco peão · b2 branco peão · e2 branco peão · f2 branco peão · g2 branco peão · h2 branco peão · a1 branco torre · b1 branco cavalo · c1 branco bispo · d1 branco rainha · e1 branco rei · f1 branco bispo · h1 branco torre | a8 preto torre · b8 preto cavalo · c8 preto bispo · d8 preto rainha · e8 preto rei · h8 preto torre · a7 preto peão · b7 preto peão · c7 preto peão · d7 preto peão · f7 preto peão · g7 preto peão · h7 preto peão · e6 preto peão · f6 preto cavalo · b4 preto bispo · c4 branco peão · d4 branco peão · f3 branco cavalo · a2 branco peão · b2 branco peão · e2 branco peão · f2 branco peão · g2 branco peão · h2 branco peão · a1 branco torre · b1 branco cavalo · c1 branco bispo · d1 branco rainha · e1 branco rei · f1 branco bispo · h1 branco torre | a8 preto torre · b8 preto cavalo · c8 preto bispo · d8 preto rainha · e8 preto rei · h8 preto torre · a7 preto peão · b7 preto peão · c7 preto peão · d7 preto peão · f7 preto peão · g7 preto peão · h7 preto peão · e6 preto peão · f6 preto cavalo · b4 preto bispo · c4 branco peão · d4 branco peão · f3 branco cavalo · a2 branco peão · b2 branco peão · e2 branco peão · f2 branco peão · g2 branco peão · h2 branco peão · a1 branco torre · b1 branco cavalo · c1 branco bispo · d1 branco rainha · e1 branco rei · f1 branco bispo · h1 branco torre | a8 preto torre · b8 preto cavalo · c8 preto bispo · d8 preto rainha · e8 preto rei · h8 preto torre · a7 preto peão · b7 preto peão · c7 preto peão · d7 preto peão · f7 preto peão · g7 preto peão · h7 preto peão · e6 preto peão · f6 preto cavalo · b4 preto bispo · c4 branco peão · d4 branco peão · f3 branco cavalo · a2 branco peão · b2 branco peão · e2 branco peão · f2 branco peão · g2 branco peão · h2 branco peão · a1 branco torre · b1 branco cavalo · c1 branco bispo · d1 branco rainha · e1 branco rei · f1 branco bispo · h1 branco torre | 6 |
| 5 | a8 preto torre · b8 preto cavalo · c8 preto bispo · d8 preto rainha · e8 preto rei · h8 preto torre · a7 preto peão · b7 preto peão · c7 preto peão · d7 preto peão · f7 preto peão · g7 preto peão · h7 preto peão · e6 preto peão · f6 preto cavalo · b4 preto bispo · c4 branco peão · d4 branco peão · f3 branco cavalo · a2 branco peão · b2 branco peão · e2 branco peão · f2 branco peão · g2 branco peão · h2 branco peão · a1 branco torre · b1 branco cavalo · c1 branco bispo · d1 branco rainha · e1 branco rei · f1 branco bispo · h1 branco torre | a8 preto torre · b8 preto cavalo · c8 preto bispo · d8 preto rainha · e8 preto rei · h8 preto torre · a7 preto peão · b7 preto peão · c7 preto peão · d7 preto peão · f7 preto peão · g7 preto peão · h7 preto peão · e6 preto peão · f6 preto cavalo · b4 preto bispo · c4 branco peão · d4 branco peão · f3 branco cavalo · a2 branco peão · b2 branco peão · e2 branco peão · f2 branco peão · g2 branco peão · h2 branco peão · a1 branco torre · b1 branco cavalo · c1 branco bispo · d1 branco rainha · e1 branco rei · f1 branco bispo · h1 branco torre | a8 preto torre · b8 preto cavalo · c8 preto bispo · d8 preto rainha · e8 preto rei · h8 preto torre · a7 preto peão · b7 preto peão · c7 preto peão · d7 preto peão · f7 preto peão · g7 preto peão · h7 preto peão · e6 preto peão · f6 preto cavalo · b4 preto bispo · c4 branco peão · d4 branco peão · f3 branco cavalo · a2 branco peão · b2 branco peão · e2 branco peão · f2 branco peão · g2 branco peão · h2 branco peão · a1 branco torre · b1 branco cavalo · c1 branco bispo · d1 branco rainha · e1 branco rei · f1 branco bispo · h1 branco torre | a8 preto torre · b8 preto cavalo · c8 preto bispo · d8 preto rainha · e8 preto rei · h8 preto torre · a7 preto peão · b7 preto peão · c7 preto peão · d7 preto peão · f7 preto peão · g7 preto peão · h7 preto peão · e6 preto peão · f6 preto cavalo · b4 preto bispo · c4 branco peão · d4 branco peão · f3 branco cavalo · a2 branco peão · b2 branco peão · e2 branco peão · f2 branco peão · g2 branco peão · h2 branco peão · a1 branco torre · b1 branco cavalo · c1 branco bispo · d1 branco rainha · e1 branco rei · f1 branco bispo · h1 branco torre | a8 preto torre · b8 preto cavalo · c8 preto bispo · d8 preto rainha · e8 preto rei · h8 preto torre · a7 preto peão · b7 preto peão · c7 preto peão · d7 preto peão · f7 preto peão · g7 preto peão · h7 preto peão · e6 preto peão · f6 preto cavalo · b4 preto bispo · c4 branco peão · d4 branco peão · f3 branco cavalo · a2 branco peão · b2 branco peão · e2 branco peão · f2 branco peão · g2 branco peão · h2 branco peão · a1 branco torre · b1 branco cavalo · c1 branco bispo · d1 branco rainha · e1 branco rei · f1 branco bispo · h1 branco torre | a8 preto torre · b8 preto cavalo · c8 preto bispo · d8 preto rainha · e8 preto rei · h8 preto torre · a7 preto peão · b7 preto peão · c7 preto peão · d7 preto peão · f7 preto peão · g7 preto peão · h7 preto peão · e6 preto peão · f6 preto cavalo · b4 preto bispo · c4 branco peão · d4 branco peão · f3 branco cavalo · a2 branco peão · b2 branco peão · e2 branco peão · f2 branco peão · g2 branco peão · h2 branco peão · a1 branco torre · b1 branco cavalo · c1 branco bispo · d1 branco rainha · e1 branco rei · f1 branco bispo · h1 branco torre | a8 preto torre · b8 preto cavalo · c8 preto bispo · d8 preto rainha · e8 preto rei · h8 preto torre · a7 preto peão · b7 preto peão · c7 preto peão · d7 preto peão · f7 preto peão · g7 preto peão · h7 preto peão · e6 preto peão · f6 preto cavalo · b4 preto bispo · c4 branco peão · d4 branco peão · f3 branco cavalo · a2 branco peão · b2 branco peão · e2 branco peão · f2 branco peão · g2 branco peão · h2 branco peão · a1 branco torre · b1 branco cavalo · c1 branco bispo · d1 branco rainha · e1 branco rei · f1 branco bispo · h1 branco torre | a8 preto torre · b8 preto cavalo · c8 preto bispo · d8 preto rainha · e8 preto rei · h8 preto torre · a7 preto peão · b7 preto peão · c7 preto peão · d7 preto peão · f7 preto peão · g7 preto peão · h7 preto peão · e6 preto peão · f6 preto cavalo · b4 preto bispo · c4 branco peão · d4 branco peão · f3 branco cavalo · a2 branco peão · b2 branco peão · e2 branco peão · f2 branco peão · g2 branco peão · h2 branco peão · a1 branco torre · b1 branco cavalo · c1 branco bispo · d1 branco rainha · e1 branco rei · f1 branco bispo · h1 branco torre | 5 |
| 4 | a8 preto torre · b8 preto cavalo · c8 preto bispo · d8 preto rainha · e8 preto rei · h8 preto torre · a7 preto peão · b7 preto peão · c7 preto peão · d7 preto peão · f7 preto peão · g7 preto peão · h7 preto peão · e6 preto peão · f6 preto cavalo · b4 preto bispo · c4 branco peão · d4 branco peão · f3 branco cavalo · a2 branco peão · b2 branco peão · e2 branco peão · f2 branco peão · g2 branco peão · h2 branco peão · a1 branco torre · b1 branco cavalo · c1 branco bispo · d1 branco rainha · e1 branco rei · f1 branco bispo · h1 branco torre | a8 preto torre · b8 preto cavalo · c8 preto bispo · d8 preto rainha · e8 preto rei · h8 preto torre · a7 preto peão · b7 preto peão · c7 preto peão · d7 preto peão · f7 preto peão · g7 preto peão · h7 preto peão · e6 preto peão · f6 preto cavalo · b4 preto bispo · c4 branco peão · d4 branco peão · f3 branco cavalo · a2 branco peão · b2 branco peão · e2 branco peão · f2 branco peão · g2 branco peão · h2 branco peão · a1 branco torre · b1 branco cavalo · c1 branco bispo · d1 branco rainha · e1 branco rei · f1 branco bispo · h1 branco torre | a8 preto torre · b8 preto cavalo · c8 preto bispo · d8 preto rainha · e8 preto rei · h8 preto torre · a7 preto peão · b7 preto peão · c7 preto peão · d7 preto peão · f7 preto peão · g7 preto peão · h7 preto peão · e6 preto peão · f6 preto cavalo · b4 preto bispo · c4 branco peão · d4 branco peão · f3 branco cavalo · a2 branco peão · b2 branco peão · e2 branco peão · f2 branco peão · g2 branco peão · h2 branco peão · a1 branco torre · b1 branco cavalo · c1 branco bispo · d1 branco rainha · e1 branco rei · f1 branco bispo · h1 branco torre | a8 preto torre · b8 preto cavalo · c8 preto bispo · d8 preto rainha · e8 preto rei · h8 preto torre · a7 preto peão · b7 preto peão · c7 preto peão · d7 preto peão · f7 preto peão · g7 preto peão · h7 preto peão · e6 preto peão · f6 preto cavalo · b4 preto bispo · c4 branco peão · d4 branco peão · f3 branco cavalo · a2 branco peão · b2 branco peão · e2 branco peão · f2 branco peão · g2 branco peão · h2 branco peão · a1 branco torre · b1 branco cavalo · c1 branco bispo · d1 branco rainha · e1 branco rei · f1 branco bispo · h1 branco torre | a8 preto torre · b8 preto cavalo · c8 preto bispo · d8 preto rainha · e8 preto rei · h8 preto torre · a7 preto peão · b7 preto peão · c7 preto peão · d7 preto peão · f7 preto peão · g7 preto peão · h7 preto peão · e6 preto peão · f6 preto cavalo · b4 preto bispo · c4 branco peão · d4 branco peão · f3 branco cavalo · a2 branco peão · b2 branco peão · e2 branco peão · f2 branco peão · g2 branco peão · h2 branco peão · a1 branco torre · b1 branco cavalo · c1 branco bispo · d1 branco rainha · e1 branco rei · f1 branco bispo · h1 branco torre | a8 preto torre · b8 preto cavalo · c8 preto bispo · d8 preto rainha · e8 preto rei · h8 preto torre · a7 preto peão · b7 preto peão · c7 preto peão · d7 preto peão · f7 preto peão · g7 preto peão · h7 preto peão · e6 preto peão · f6 preto cavalo · b4 preto bispo · c4 branco peão · d4 branco peão · f3 branco cavalo · a2 branco peão · b2 branco peão · e2 branco peão · f2 branco peão · g2 branco peão · h2 branco peão · a1 branco torre · b1 branco cavalo · c1 branco bispo · d1 branco rainha · e1 branco rei · f1 branco bispo · h1 branco torre | a8 preto torre · b8 preto cavalo · c8 preto bispo · d8 preto rainha · e8 preto rei · h8 preto torre · a7 preto peão · b7 preto peão · c7 preto peão · d7 preto peão · f7 preto peão · g7 preto peão · h7 preto peão · e6 preto peão · f6 preto cavalo · b4 preto bispo · c4 branco peão · d4 branco peão · f3 branco cavalo · a2 branco peão · b2 branco peão · e2 branco peão · f2 branco peão · g2 branco peão · h2 branco peão · a1 branco torre · b1 branco cavalo · c1 branco bispo · d1 branco rainha · e1 branco rei · f1 branco bispo · h1 branco torre | a8 preto torre · b8 preto cavalo · c8 preto bispo · d8 preto rainha · e8 preto rei · h8 preto torre · a7 preto peão · b7 preto peão · c7 preto peão · d7 preto peão · f7 preto peão · g7 preto peão · h7 preto peão · e6 preto peão · f6 preto cavalo · b4 preto bispo · c4 branco peão · d4 branco peão · f3 branco cavalo · a2 branco peão · b2 branco peão · e2 branco peão · f2 branco peão · g2 branco peão · h2 branco peão · a1 branco torre · b1 branco cavalo · c1 branco bispo · d1 branco rainha · e1 branco rei · f1 branco bispo · h1 branco torre | 4 |
| 3 | a8 preto torre · b8 preto cavalo · c8 preto bispo · d8 preto rainha · e8 preto rei · h8 preto torre · a7 preto peão · b7 preto peão · c7 preto peão · d7 preto peão · f7 preto peão · g7 preto peão · h7 preto peão · e6 preto peão · f6 preto cavalo · b4 preto bispo · c4 branco peão · d4 branco peão · f3 branco cavalo · a2 branco peão · b2 branco peão · e2 branco peão · f2 branco peão · g2 branco peão · h2 branco peão · a1 branco torre · b1 branco cavalo · c1 branco bispo · d1 branco rainha · e1 branco rei · f1 branco bispo · h1 branco torre | a8 preto torre · b8 preto cavalo · c8 preto bispo · d8 preto rainha · e8 preto rei · h8 preto torre · a7 preto peão · b7 preto peão · c7 preto peão · d7 preto peão · f7 preto peão · g7 preto peão · h7 preto peão · e6 preto peão · f6 preto cavalo · b4 preto bispo · c4 branco peão · d4 branco peão · f3 branco cavalo · a2 branco peão · b2 branco peão · e2 branco peão · f2 branco peão · g2 branco peão · h2 branco peão · a1 branco torre · b1 branco cavalo · c1 branco bispo · d1 branco rainha · e1 branco rei · f1 branco bispo · h1 branco torre | a8 preto torre · b8 preto cavalo · c8 preto bispo · d8 preto rainha · e8 preto rei · h8 preto torre · a7 preto peão · b7 preto peão · c7 preto peão · d7 preto peão · f7 preto peão · g7 preto peão · h7 preto peão · e6 preto peão · f6 preto cavalo · b4 preto bispo · c4 branco peão · d4 branco peão · f3 branco cavalo · a2 branco peão · b2 branco peão · e2 branco peão · f2 branco peão · g2 branco peão · h2 branco peão · a1 branco torre · b1 branco cavalo · c1 branco bispo · d1 branco rainha · e1 branco rei · f1 branco bispo · h1 branco torre | a8 preto torre · b8 preto cavalo · c8 preto bispo · d8 preto rainha · e8 preto rei · h8 preto torre · a7 preto peão · b7 preto peão · c7 preto peão · d7 preto peão · f7 preto peão · g7 preto peão · h7 preto peão · e6 preto peão · f6 preto cavalo · b4 preto bispo · c4 branco peão · d4 branco peão · f3 branco cavalo · a2 branco peão · b2 branco peão · e2 branco peão · f2 branco peão · g2 branco peão · h2 branco peão · a1 branco torre · b1 branco cavalo · c1 branco bispo · d1 branco rainha · e1 branco rei · f1 branco bispo · h1 branco torre | a8 preto torre · b8 preto cavalo · c8 preto bispo · d8 preto rainha · e8 preto rei · h8 preto torre · a7 preto peão · b7 preto peão · c7 preto peão · d7 preto peão · f7 preto peão · g7 preto peão · h7 preto peão · e6 preto peão · f6 preto cavalo · b4 preto bispo · c4 branco peão · d4 branco peão · f3 branco cavalo · a2 branco peão · b2 branco peão · e2 branco peão · f2 branco peão · g2 branco peão · h2 branco peão · a1 branco torre · b1 branco cavalo · c1 branco bispo · d1 branco rainha · e1 branco rei · f1 branco bispo · h1 branco torre | a8 preto torre · b8 preto cavalo · c8 preto bispo · d8 preto rainha · e8 preto rei · h8 preto torre · a7 preto peão · b7 preto peão · c7 preto peão · d7 preto peão · f7 preto peão · g7 preto peão · h7 preto peão · e6 preto peão · f6 preto cavalo · b4 preto bispo · c4 branco peão · d4 branco peão · f3 branco cavalo · a2 branco peão · b2 branco peão · e2 branco peão · f2 branco peão · g2 branco peão · h2 branco peão · a1 branco torre · b1 branco cavalo · c1 branco bispo · d1 branco rainha · e1 branco rei · f1 branco bispo · h1 branco torre | a8 preto torre · b8 preto cavalo · c8 preto bispo · d8 preto rainha · e8 preto rei · h8 preto torre · a7 preto peão · b7 preto peão · c7 preto peão · d7 preto peão · f7 preto peão · g7 preto peão · h7 preto peão · e6 preto peão · f6 preto cavalo · b4 preto bispo · c4 branco peão · d4 branco peão · f3 branco cavalo · a2 branco peão · b2 branco peão · e2 branco peão · f2 branco peão · g2 branco peão · h2 branco peão · a1 branco torre · b1 branco cavalo · c1 branco bispo · d1 branco rainha · e1 branco rei · f1 branco bispo · h1 branco torre | a8 preto torre · b8 preto cavalo · c8 preto bispo · d8 preto rainha · e8 preto rei · h8 preto torre · a7 preto peão · b7 preto peão · c7 preto peão · d7 preto peão · f7 preto peão · g7 preto peão · h7 preto peão · e6 preto peão · f6 preto cavalo · b4 preto bispo · c4 branco peão · d4 branco peão · f3 branco cavalo · a2 branco peão · b2 branco peão · e2 branco peão · f2 branco peão · g2 branco peão · h2 branco peão · a1 branco torre · b1 branco cavalo · c1 branco bispo · d1 branco rainha · e1 branco rei · f1 branco bispo · h1 branco torre | 3 |
| 2 | a8 preto torre · b8 preto cavalo · c8 preto bispo · d8 preto rainha · e8 preto rei · h8 preto torre · a7 preto peão · b7 preto peão · c7 preto peão · d7 preto peão · f7 preto peão · g7 preto peão · h7 preto peão · e6 preto peão · f6 preto cavalo · b4 preto bispo · c4 branco peão · d4 branco peão · f3 branco cavalo · a2 branco peão · b2 branco peão · e2 branco peão · f2 branco peão · g2 branco peão · h2 branco peão · a1 branco torre · b1 branco cavalo · c1 branco bispo · d1 branco rainha · e1 branco rei · f1 branco bispo · h1 branco torre | a8 preto torre · b8 preto cavalo · c8 preto bispo · d8 preto rainha · e8 preto rei · h8 preto torre · a7 preto peão · b7 preto peão · c7 preto peão · d7 preto peão · f7 preto peão · g7 preto peão · h7 preto peão · e6 preto peão · f6 preto cavalo · b4 preto bispo · c4 branco peão · d4 branco peão · f3 branco cavalo · a2 branco peão · b2 branco peão · e2 branco peão · f2 branco peão · g2 branco peão · h2 branco peão · a1 branco torre · b1 branco cavalo · c1 branco bispo · d1 branco rainha · e1 branco rei · f1 branco bispo · h1 branco torre | a8 preto torre · b8 preto cavalo · c8 preto bispo · d8 preto rainha · e8 preto rei · h8 preto torre · a7 preto peão · b7 preto peão · c7 preto peão · d7 preto peão · f7 preto peão · g7 preto peão · h7 preto peão · e6 preto peão · f6 preto cavalo · b4 preto bispo · c4 branco peão · d4 branco peão · f3 branco cavalo · a2 branco peão · b2 branco peão · e2 branco peão · f2 branco peão · g2 branco peão · h2 branco peão · a1 branco torre · b1 branco cavalo · c1 branco bispo · d1 branco rainha · e1 branco rei · f1 branco bispo · h1 branco torre | a8 preto torre · b8 preto cavalo · c8 preto bispo · d8 preto rainha · e8 preto rei · h8 preto torre · a7 preto peão · b7 preto peão · c7 preto peão · d7 preto peão · f7 preto peão · g7 preto peão · h7 preto peão · e6 preto peão · f6 preto cavalo · b4 preto bispo · c4 branco peão · d4 branco peão · f3 branco cavalo · a2 branco peão · b2 branco peão · e2 branco peão · f2 branco peão · g2 branco peão · h2 branco peão · a1 branco torre · b1 branco cavalo · c1 branco bispo · d1 branco rainha · e1 branco rei · f1 branco bispo · h1 branco torre | a8 preto torre · b8 preto cavalo · c8 preto bispo · d8 preto rainha · e8 preto rei · h8 preto torre · a7 preto peão · b7 preto peão · c7 preto peão · d7 preto peão · f7 preto peão · g7 preto peão · h7 preto peão · e6 preto peão · f6 preto cavalo · b4 preto bispo · c4 branco peão · d4 branco peão · f3 branco cavalo · a2 branco peão · b2 branco peão · e2 branco peão · f2 branco peão · g2 branco peão · h2 branco peão · a1 branco torre · b1 branco cavalo · c1 branco bispo · d1 branco rainha · e1 branco rei · f1 branco bispo · h1 branco torre | a8 preto torre · b8 preto cavalo · c8 preto bispo · d8 preto rainha · e8 preto rei · h8 preto torre · a7 preto peão · b7 preto peão · c7 preto peão · d7 preto peão · f7 preto peão · g7 preto peão · h7 preto peão · e6 preto peão · f6 preto cavalo · b4 preto bispo · c4 branco peão · d4 branco peão · f3 branco cavalo · a2 branco peão · b2 branco peão · e2 branco peão · f2 branco peão · g2 branco peão · h2 branco peão · a1 branco torre · b1 branco cavalo · c1 branco bispo · d1 branco rainha · e1 branco rei · f1 branco bispo · h1 branco torre | a8 preto torre · b8 preto cavalo · c8 preto bispo · d8 preto rainha · e8 preto rei · h8 preto torre · a7 preto peão · b7 preto peão · c7 preto peão · d7 preto peão · f7 preto peão · g7 preto peão · h7 preto peão · e6 preto peão · f6 preto cavalo · b4 preto bispo · c4 branco peão · d4 branco peão · f3 branco cavalo · a2 branco peão · b2 branco peão · e2 branco peão · f2 branco peão · g2 branco peão · h2 branco peão · a1 branco torre · b1 branco cavalo · c1 branco bispo · d1 branco rainha · e1 branco rei · f1 branco bispo · h1 branco torre | a8 preto torre · b8 preto cavalo · c8 preto bispo · d8 preto rainha · e8 preto rei · h8 preto torre · a7 preto peão · b7 preto peão · c7 preto peão · d7 preto peão · f7 preto peão · g7 preto peão · h7 preto peão · e6 preto peão · f6 preto cavalo · b4 preto bispo · c4 branco peão · d4 branco peão · f3 branco cavalo · a2 branco peão · b2 branco peão · e2 branco peão · f2 branco peão · g2 branco peão · h2 branco peão · a1 branco torre · b1 branco cavalo · c1 branco bispo · d1 branco rainha · e1 branco rei · f1 branco bispo · h1 branco torre | 2 |
| 1 | a8 preto torre · b8 preto cavalo · c8 preto bispo · d8 preto rainha · e8 preto rei · h8 preto torre · a7 preto peão · b7 preto peão · c7 preto peão · d7 preto peão · f7 preto peão · g7 preto peão · h7 preto peão · e6 preto peão · f6 preto cavalo · b4 preto bispo · c4 branco peão · d4 branco peão · f3 branco cavalo · a2 branco peão · b2 branco peão · e2 branco peão · f2 branco peão · g2 branco peão · h2 branco peão · a1 branco torre · b1 branco cavalo · c1 branco bispo · d1 branco rainha · e1 branco rei · f1 branco bispo · h1 branco torre | a8 preto torre · b8 preto cavalo · c8 preto bispo · d8 preto rainha · e8 preto rei · h8 preto torre · a7 preto peão · b7 preto peão · c7 preto peão · d7 preto peão · f7 preto peão · g7 preto peão · h7 preto peão · e6 preto peão · f6 preto cavalo · b4 preto bispo · c4 branco peão · d4 branco peão · f3 branco cavalo · a2 branco peão · b2 branco peão · e2 branco peão · f2 branco peão · g2 branco peão · h2 branco peão · a1 branco torre · b1 branco cavalo · c1 branco bispo · d1 branco rainha · e1 branco rei · f1 branco bispo · h1 branco torre | a8 preto torre · b8 preto cavalo · c8 preto bispo · d8 preto rainha · e8 preto rei · h8 preto torre · a7 preto peão · b7 preto peão · c7 preto peão · d7 preto peão · f7 preto peão · g7 preto peão · h7 preto peão · e6 preto peão · f6 preto cavalo · b4 preto bispo · c4 branco peão · d4 branco peão · f3 branco cavalo · a2 branco peão · b2 branco peão · e2 branco peão · f2 branco peão · g2 branco peão · h2 branco peão · a1 branco torre · b1 branco cavalo · c1 branco bispo · d1 branco rainha · e1 branco rei · f1 branco bispo · h1 branco torre | a8 preto torre · b8 preto cavalo · c8 preto bispo · d8 preto rainha · e8 preto rei · h8 preto torre · a7 preto peão · b7 preto peão · c7 preto peão · d7 preto peão · f7 preto peão · g7 preto peão · h7 preto peão · e6 preto peão · f6 preto cavalo · b4 preto bispo · c4 branco peão · d4 branco peão · f3 branco cavalo · a2 branco peão · b2 branco peão · e2 branco peão · f2 branco peão · g2 branco peão · h2 branco peão · a1 branco torre · b1 branco cavalo · c1 branco bispo · d1 branco rainha · e1 branco rei · f1 branco bispo · h1 branco torre | a8 preto torre · b8 preto cavalo · c8 preto bispo · d8 preto rainha · e8 preto rei · h8 preto torre · a7 preto peão · b7 preto peão · c7 preto peão · d7 preto peão · f7 preto peão · g7 preto peão · h7 preto peão · e6 preto peão · f6 preto cavalo · b4 preto bispo · c4 branco peão · d4 branco peão · f3 branco cavalo · a2 branco peão · b2 branco peão · e2 branco peão · f2 branco peão · g2 branco peão · h2 branco peão · a1 branco torre · b1 branco cavalo · c1 branco bispo · d1 branco rainha · e1 branco rei · f1 branco bispo · h1 branco torre | a8 preto torre · b8 preto cavalo · c8 preto bispo · d8 preto rainha · e8 preto rei · h8 preto torre · a7 preto peão · b7 preto peão · c7 preto peão · d7 preto peão · f7 preto peão · g7 preto peão · h7 preto peão · e6 preto peão · f6 preto cavalo · b4 preto bispo · c4 branco peão · d4 branco peão · f3 branco cavalo · a2 branco peão · b2 branco peão · e2 branco peão · f2 branco peão · g2 branco peão · h2 branco peão · a1 branco torre · b1 branco cavalo · c1 branco bispo · d1 branco rainha · e1 branco rei · f1 branco bispo · h1 branco torre | a8 preto torre · b8 preto cavalo · c8 preto bispo · d8 preto rainha · e8 preto rei · h8 preto torre · a7 preto peão · b7 preto peão · c7 preto peão · d7 preto peão · f7 preto peão · g7 preto peão · h7 preto peão · e6 preto peão · f6 preto cavalo · b4 preto bispo · c4 branco peão · d4 branco peão · f3 branco cavalo · a2 branco peão · b2 branco peão · e2 branco peão · f2 branco peão · g2 branco peão · h2 branco peão · a1 branco torre · b1 branco cavalo · c1 branco bispo · d1 branco rainha · e1 branco rei · f1 branco bispo · h1 branco torre | a8 preto torre · b8 preto cavalo · c8 preto bispo · d8 preto rainha · e8 preto rei · h8 preto torre · a7 preto peão · b7 preto peão · c7 preto peão · d7 preto peão · f7 preto peão · g7 preto peão · h7 preto peão · e6 preto peão · f6 preto cavalo · b4 preto bispo · c4 branco peão · d4 branco peão · f3 branco cavalo · a2 branco peão · b2 branco peão · e2 branco peão · f2 branco peão · g2 branco peão · h2 branco peão · a1 branco torre · b1 branco cavalo · c1 branco bispo · d1 branco rainha · e1 branco rei · f1 branco bispo · h1 branco torre | 1 |
|   | a | b | c | d | e | f | g | h |   |

A Defesa Bogo-Índia (ou Defesa Bogoljubow) é uma defesa de xadrez que se produz após os lances:
1.d4 Cf6
2.c4 e6
3.Cf3 Bb4+
A ECO tem esta defesa cadastrada sob o código E11, sendo conhecidas um total de 3 variações a saber:
- Armadilha Monticelli: 1.d4 Cf6 2.c4 e6 3.Cf3 Bb4+ 4.Bd2 Bxd2+ 5.Dxd2 b6 6.g3 Bb7 7.Bg2 O-O 8.Cc3 Ce4 9.Dc2 Cxc3 10.Cg5
- Variação Nimzovich: 1.d4 Cf6 2.c4 e6 3.Cf3 Bb4+ 4.Bd2 De7
- Variação Grunfeld: 1.d4 Cf6 2.c4 e6 3.Cf3 Bb4+ 4.Cbd2

|   | a | b | c | d | e | f | g | h |   |
| 8 | a8 preto torre · b8 preto cavalo · d8 preto rainha · f8 preto torre · g8 preto rei · a7 preto peão · b7 preto bispo · c7 preto peão · d7 preto peão · f7 preto peão · g7 preto peão · h7 preto peão · b6 preto peão · e6 preto peão · g5 branco cavalo · c4 branco peão · d4 branco peão · c3 preto cavalo · g3 branco peão · a2 branco peão · b2 branco peão · c2 branco rainha · e2 branco peão · f2 branco peão · g2 branco bispo · h2 branco peão · a1 branco torre · e1 branco rei · h1 branco torre | a8 preto torre · b8 preto cavalo · d8 preto rainha · f8 preto torre · g8 preto rei · a7 preto peão · b7 preto bispo · c7 preto peão · d7 preto peão · f7 preto peão · g7 preto peão · h7 preto peão · b6 preto peão · e6 preto peão · g5 branco cavalo · c4 branco peão · d4 branco peão · c3 preto cavalo · g3 branco peão · a2 branco peão · b2 branco peão · c2 branco rainha · e2 branco peão · f2 branco peão · g2 branco bispo · h2 branco peão · a1 branco torre · e1 branco rei · h1 branco torre | a8 preto torre · b8 preto cavalo · d8 preto rainha · f8 preto torre · g8 preto rei · a7 preto peão · b7 preto bispo · c7 preto peão · d7 preto peão · f7 preto peão · g7 preto peão · h7 preto peão · b6 preto peão · e6 preto peão · g5 branco cavalo · c4 branco peão · d4 branco peão · c3 preto cavalo · g3 branco peão · a2 branco peão · b2 branco peão · c2 branco rainha · e2 branco peão · f2 branco peão · g2 branco bispo · h2 branco peão · a1 branco torre · e1 branco rei · h1 branco torre | a8 preto torre · b8 preto cavalo · d8 preto rainha · f8 preto torre · g8 preto rei · a7 preto peão · b7 preto bispo · c7 preto peão · d7 preto peão · f7 preto peão · g7 preto peão · h7 preto peão · b6 preto peão · e6 preto peão · g5 branco cavalo · c4 branco peão · d4 branco peão · c3 preto cavalo · g3 branco peão · a2 branco peão · b2 branco peão · c2 branco rainha · e2 branco peão · f2 branco peão · g2 branco bispo · h2 branco peão · a1 branco torre · e1 branco rei · h1 branco torre | a8 preto torre · b8 preto cavalo · d8 preto rainha · f8 preto torre · g8 preto rei · a7 preto peão · b7 preto bispo · c7 preto peão · d7 preto peão · f7 preto peão · g7 preto peão · h7 preto peão · b6 preto peão · e6 preto peão · g5 branco cavalo · c4 branco peão · d4 branco peão · c3 preto cavalo · g3 branco peão · a2 branco peão · b2 branco peão · c2 branco rainha · e2 branco peão · f2 branco peão · g2 branco bispo · h2 branco peão · a1 branco torre · e1 branco rei · h1 branco torre | a8 preto torre · b8 preto cavalo · d8 preto rainha · f8 preto torre · g8 preto rei · a7 preto peão · b7 preto bispo · c7 preto peão · d7 preto peão · f7 preto peão · g7 preto peão · h7 preto peão · b6 preto peão · e6 preto peão · g5 branco cavalo · c4 branco peão · d4 branco peão · c3 preto cavalo · g3 branco peão · a2 branco peão · b2 branco peão · c2 branco rainha · e2 branco peão · f2 branco peão · g2 branco bispo · h2 branco peão · a1 branco torre · e1 branco rei · h1 branco torre | a8 preto torre · b8 preto cavalo · d8 preto rainha · f8 preto torre · g8 preto rei · a7 preto peão · b7 preto bispo · c7 preto peão · d7 preto peão · f7 preto peão · g7 preto peão · h7 preto peão · b6 preto peão · e6 preto peão · g5 branco cavalo · c4 branco peão · d4 branco peão · c3 preto cavalo · g3 branco peão · a2 branco peão · b2 branco peão · c2 branco rainha · e2 branco peão · f2 branco peão · g2 branco bispo · h2 branco peão · a1 branco torre · e1 branco rei · h1 branco torre | a8 preto torre · b8 preto cavalo · d8 preto rainha · f8 preto torre · g8 preto rei · a7 preto peão · b7 preto bispo · c7 preto peão · d7 preto peão · f7 preto peão · g7 preto peão · h7 preto peão · b6 preto peão · e6 preto peão · g5 branco cavalo · c4 branco peão · d4 branco peão · c3 preto cavalo · g3 branco peão · a2 branco peão · b2 branco peão · c2 branco rainha · e2 branco peão · f2 branco peão · g2 branco bispo · h2 branco peão · a1 branco torre · e1 branco rei · h1 branco torre | 8 |
| 7 | a8 preto torre · b8 preto cavalo · d8 preto rainha · f8 preto torre · g8 preto rei · a7 preto peão · b7 preto bispo · c7 preto peão · d7 preto peão · f7 preto peão · g7 preto peão · h7 preto peão · b6 preto peão · e6 preto peão · g5 branco cavalo · c4 branco peão · d4 branco peão · c3 preto cavalo · g3 branco peão · a2 branco peão · b2 branco peão · c2 branco rainha · e2 branco peão · f2 branco peão · g2 branco bispo · h2 branco peão · a1 branco torre · e1 branco rei · h1 branco torre | a8 preto torre · b8 preto cavalo · d8 preto rainha · f8 preto torre · g8 preto rei · a7 preto peão · b7 preto bispo · c7 preto peão · d7 preto peão · f7 preto peão · g7 preto peão · h7 preto peão · b6 preto peão · e6 preto peão · g5 branco cavalo · c4 branco peão · d4 branco peão · c3 preto cavalo · g3 branco peão · a2 branco peão · b2 branco peão · c2 branco rainha · e2 branco peão · f2 branco peão · g2 branco bispo · h2 branco peão · a1 branco torre · e1 branco rei · h1 branco torre | a8 preto torre · b8 preto cavalo · d8 preto rainha · f8 preto torre · g8 preto rei · a7 preto peão · b7 preto bispo · c7 preto peão · d7 preto peão · f7 preto peão · g7 preto peão · h7 preto peão · b6 preto peão · e6 preto peão · g5 branco cavalo · c4 branco peão · d4 branco peão · c3 preto cavalo · g3 branco peão · a2 branco peão · b2 branco peão · c2 branco rainha · e2 branco peão · f2 branco peão · g2 branco bispo · h2 branco peão · a1 branco torre · e1 branco rei · h1 branco torre | a8 preto torre · b8 preto cavalo · d8 preto rainha · f8 preto torre · g8 preto rei · a7 preto peão · b7 preto bispo · c7 preto peão · d7 preto peão · f7 preto peão · g7 preto peão · h7 preto peão · b6 preto peão · e6 preto peão · g5 branco cavalo · c4 branco peão · d4 branco peão · c3 preto cavalo · g3 branco peão · a2 branco peão · b2 branco peão · c2 branco rainha · e2 branco peão · f2 branco peão · g2 branco bispo · h2 branco peão · a1 branco torre · e1 branco rei · h1 branco torre | a8 preto torre · b8 preto cavalo · d8 preto rainha · f8 preto torre · g8 preto rei · a7 preto peão · b7 preto bispo · c7 preto peão · d7 preto peão · f7 preto peão · g7 preto peão · h7 preto peão · b6 preto peão · e6 preto peão · g5 branco cavalo · c4 branco peão · d4 branco peão · c3 preto cavalo · g3 branco peão · a2 branco peão · b2 branco peão · c2 branco rainha · e2 branco peão · f2 branco peão · g2 branco bispo · h2 branco peão · a1 branco torre · e1 branco rei · h1 branco torre | a8 preto torre · b8 preto cavalo · d8 preto rainha · f8 preto torre · g8 preto rei · a7 preto peão · b7 preto bispo · c7 preto peão · d7 preto peão · f7 preto peão · g7 preto peão · h7 preto peão · b6 preto peão · e6 preto peão · g5 branco cavalo · c4 branco peão · d4 branco peão · c3 preto cavalo · g3 branco peão · a2 branco peão · b2 branco peão · c2 branco rainha · e2 branco peão · f2 branco peão · g2 branco bispo · h2 branco peão · a1 branco torre · e1 branco rei · h1 branco torre | a8 preto torre · b8 preto cavalo · d8 preto rainha · f8 preto torre · g8 preto rei · a7 preto peão · b7 preto bispo · c7 preto peão · d7 preto peão · f7 preto peão · g7 preto peão · h7 preto peão · b6 preto peão · e6 preto peão · g5 branco cavalo · c4 branco peão · d4 branco peão · c3 preto cavalo · g3 branco peão · a2 branco peão · b2 branco peão · c2 branco rainha · e2 branco peão · f2 branco peão · g2 branco bispo · h2 branco peão · a1 branco torre · e1 branco rei · h1 branco torre | a8 preto torre · b8 preto cavalo · d8 preto rainha · f8 preto torre · g8 preto rei · a7 preto peão · b7 preto bispo · c7 preto peão · d7 preto peão · f7 preto peão · g7 preto peão · h7 preto peão · b6 preto peão · e6 preto peão · g5 branco cavalo · c4 branco peão · d4 branco peão · c3 preto cavalo · g3 branco peão · a2 branco peão · b2 branco peão · c2 branco rainha · e2 branco peão · f2 branco peão · g2 branco bispo · h2 branco peão · a1 branco torre · e1 branco rei · h1 branco torre | 7 |
| 6 | a8 preto torre · b8 preto cavalo · d8 preto rainha · f8 preto torre · g8 preto rei · a7 preto peão · b7 preto bispo · c7 preto peão · d7 preto peão · f7 preto peão · g7 preto peão · h7 preto peão · b6 preto peão · e6 preto peão · g5 branco cavalo · c4 branco peão · d4 branco peão · c3 preto cavalo · g3 branco peão · a2 branco peão · b2 branco peão · c2 branco rainha · e2 branco peão · f2 branco peão · g2 branco bispo · h2 branco peão · a1 branco torre · e1 branco rei · h1 branco torre | a8 preto torre · b8 preto cavalo · d8 preto rainha · f8 preto torre · g8 preto rei · a7 preto peão · b7 preto bispo · c7 preto peão · d7 preto peão · f7 preto peão · g7 preto peão · h7 preto peão · b6 preto peão · e6 preto peão · g5 branco cavalo · c4 branco peão · d4 branco peão · c3 preto cavalo · g3 branco peão · a2 branco peão · b2 branco peão · c2 branco rainha · e2 branco peão · f2 branco peão · g2 branco bispo · h2 branco peão · a1 branco torre · e1 branco rei · h1 branco torre | a8 preto torre · b8 preto cavalo · d8 preto rainha · f8 preto torre · g8 preto rei · a7 preto peão · b7 preto bispo · c7 preto peão · d7 preto peão · f7 preto peão · g7 preto peão · h7 preto peão · b6 preto peão · e6 preto peão · g5 branco cavalo · c4 branco peão · d4 branco peão · c3 preto cavalo · g3 branco peão · a2 branco peão · b2 branco peão · c2 branco rainha · e2 branco peão · f2 branco peão · g2 branco bispo · h2 branco peão · a1 branco torre · e1 branco rei · h1 branco torre | a8 preto torre · b8 preto cavalo · d8 preto rainha · f8 preto torre · g8 preto rei · a7 preto peão · b7 preto bispo · c7 preto peão · d7 preto peão · f7 preto peão · g7 preto peão · h7 preto peão · b6 preto peão · e6 preto peão · g5 branco cavalo · c4 branco peão · d4 branco peão · c3 preto cavalo · g3 branco peão · a2 branco peão · b2 branco peão · c2 branco rainha · e2 branco peão · f2 branco peão · g2 branco bispo · h2 branco peão · a1 branco torre · e1 branco rei · h1 branco torre | a8 preto torre · b8 preto cavalo · d8 preto rainha · f8 preto torre · g8 preto rei · a7 preto peão · b7 preto bispo · c7 preto peão · d7 preto peão · f7 preto peão · g7 preto peão · h7 preto peão · b6 preto peão · e6 preto peão · g5 branco cavalo · c4 branco peão · d4 branco peão · c3 preto cavalo · g3 branco peão · a2 branco peão · b2 branco peão · c2 branco rainha · e2 branco peão · f2 branco peão · g2 branco bispo · h2 branco peão · a1 branco torre · e1 branco rei · h1 branco torre | a8 preto torre · b8 preto cavalo · d8 preto rainha · f8 preto torre · g8 preto rei · a7 preto peão · b7 preto bispo · c7 preto peão · d7 preto peão · f7 preto peão · g7 preto peão · h7 preto peão · b6 preto peão · e6 preto peão · g5 branco cavalo · c4 branco peão · d4 branco peão · c3 preto cavalo · g3 branco peão · a2 branco peão · b2 branco peão · c2 branco rainha · e2 branco peão · f2 branco peão · g2 branco bispo · h2 branco peão · a1 branco torre · e1 branco rei · h1 branco torre | a8 preto torre · b8 preto cavalo · d8 preto rainha · f8 preto torre · g8 preto rei · a7 preto peão · b7 preto bispo · c7 preto peão · d7 preto peão · f7 preto peão · g7 preto peão · h7 preto peão · b6 preto peão · e6 preto peão · g5 branco cavalo · c4 branco peão · d4 branco peão · c3 preto cavalo · g3 branco peão · a2 branco peão · b2 branco peão · c2 branco rainha · e2 branco peão · f2 branco peão · g2 branco bispo · h2 branco peão · a1 branco torre · e1 branco rei · h1 branco torre | a8 preto torre · b8 preto cavalo · d8 preto rainha · f8 preto torre · g8 preto rei · a7 preto peão · b7 preto bispo · c7 preto peão · d7 preto peão · f7 preto peão · g7 preto peão · h7 preto peão · b6 preto peão · e6 preto peão · g5 branco cavalo · c4 branco peão · d4 branco peão · c3 preto cavalo · g3 branco peão · a2 branco peão · b2 branco peão · c2 branco rainha · e2 branco peão · f2 branco peão · g2 branco bispo · h2 branco peão · a1 branco torre · e1 branco rei · h1 branco torre | 6 |
| 5 | a8 preto torre · b8 preto cavalo · d8 preto rainha · f8 preto torre · g8 preto rei · a7 preto peão · b7 preto bispo · c7 preto peão · d7 preto peão · f7 preto peão · g7 preto peão · h7 preto peão · b6 preto peão · e6 preto peão · g5 branco cavalo · c4 branco peão · d4 branco peão · c3 preto cavalo · g3 branco peão · a2 branco peão · b2 branco peão · c2 branco rainha · e2 branco peão · f2 branco peão · g2 branco bispo · h2 branco peão · a1 branco torre · e1 branco rei · h1 branco torre | a8 preto torre · b8 preto cavalo · d8 preto rainha · f8 preto torre · g8 preto rei · a7 preto peão · b7 preto bispo · c7 preto peão · d7 preto peão · f7 preto peão · g7 preto peão · h7 preto peão · b6 preto peão · e6 preto peão · g5 branco cavalo · c4 branco peão · d4 branco peão · c3 preto cavalo · g3 branco peão · a2 branco peão · b2 branco peão · c2 branco rainha · e2 branco peão · f2 branco peão · g2 branco bispo · h2 branco peão · a1 branco torre · e1 branco rei · h1 branco torre | a8 preto torre · b8 preto cavalo · d8 preto rainha · f8 preto torre · g8 preto rei · a7 preto peão · b7 preto bispo · c7 preto peão · d7 preto peão · f7 preto peão · g7 preto peão · h7 preto peão · b6 preto peão · e6 preto peão · g5 branco cavalo · c4 branco peão · d4 branco peão · c3 preto cavalo · g3 branco peão · a2 branco peão · b2 branco peão · c2 branco rainha · e2 branco peão · f2 branco peão · g2 branco bispo · h2 branco peão · a1 branco torre · e1 branco rei · h1 branco torre | a8 preto torre · b8 preto cavalo · d8 preto rainha · f8 preto torre · g8 preto rei · a7 preto peão · b7 preto bispo · c7 preto peão · d7 preto peão · f7 preto peão · g7 preto peão · h7 preto peão · b6 preto peão · e6 preto peão · g5 branco cavalo · c4 branco peão · d4 branco peão · c3 preto cavalo · g3 branco peão · a2 branco peão · b2 branco peão · c2 branco rainha · e2 branco peão · f2 branco peão · g2 branco bispo · h2 branco peão · a1 branco torre · e1 branco rei · h1 branco torre | a8 preto torre · b8 preto cavalo · d8 preto rainha · f8 preto torre · g8 preto rei · a7 preto peão · b7 preto bispo · c7 preto peão · d7 preto peão · f7 preto peão · g7 preto peão · h7 preto peão · b6 preto peão · e6 preto peão · g5 branco cavalo · c4 branco peão · d4 branco peão · c3 preto cavalo · g3 branco peão · a2 branco peão · b2 branco peão · c2 branco rainha · e2 branco peão · f2 branco peão · g2 branco bispo · h2 branco peão · a1 branco torre · e1 branco rei · h1 branco torre | a8 preto torre · b8 preto cavalo · d8 preto rainha · f8 preto torre · g8 preto rei · a7 preto peão · b7 preto bispo · c7 preto peão · d7 preto peão · f7 preto peão · g7 preto peão · h7 preto peão · b6 preto peão · e6 preto peão · g5 branco cavalo · c4 branco peão · d4 branco peão · c3 preto cavalo · g3 branco peão · a2 branco peão · b2 branco peão · c2 branco rainha · e2 branco peão · f2 branco peão · g2 branco bispo · h2 branco peão · a1 branco torre · e1 branco rei · h1 branco torre | a8 preto torre · b8 preto cavalo · d8 preto rainha · f8 preto torre · g8 preto rei · a7 preto peão · b7 preto bispo · c7 preto peão · d7 preto peão · f7 preto peão · g7 preto peão · h7 preto peão · b6 preto peão · e6 preto peão · g5 branco cavalo · c4 branco peão · d4 branco peão · c3 preto cavalo · g3 branco peão · a2 branco peão · b2 branco peão · c2 branco rainha · e2 branco peão · f2 branco peão · g2 branco bispo · h2 branco peão · a1 branco torre · e1 branco rei · h1 branco torre | a8 preto torre · b8 preto cavalo · d8 preto rainha · f8 preto torre · g8 preto rei · a7 preto peão · b7 preto bispo · c7 preto peão · d7 preto peão · f7 preto peão · g7 preto peão · h7 preto peão · b6 preto peão · e6 preto peão · g5 branco cavalo · c4 branco peão · d4 branco peão · c3 preto cavalo · g3 branco peão · a2 branco peão · b2 branco peão · c2 branco rainha · e2 branco peão · f2 branco peão · g2 branco bispo · h2 branco peão · a1 branco torre · e1 branco rei · h1 branco torre | 5 |
| 4 | a8 preto torre · b8 preto cavalo · d8 preto rainha · f8 preto torre · g8 preto rei · a7 preto peão · b7 preto bispo · c7 preto peão · d7 preto peão · f7 preto peão · g7 preto peão · h7 preto peão · b6 preto peão · e6 preto peão · g5 branco cavalo · c4 branco peão · d4 branco peão · c3 preto cavalo · g3 branco peão · a2 branco peão · b2 branco peão · c2 branco rainha · e2 branco peão · f2 branco peão · g2 branco bispo · h2 branco peão · a1 branco torre · e1 branco rei · h1 branco torre | a8 preto torre · b8 preto cavalo · d8 preto rainha · f8 preto torre · g8 preto rei · a7 preto peão · b7 preto bispo · c7 preto peão · d7 preto peão · f7 preto peão · g7 preto peão · h7 preto peão · b6 preto peão · e6 preto peão · g5 branco cavalo · c4 branco peão · d4 branco peão · c3 preto cavalo · g3 branco peão · a2 branco peão · b2 branco peão · c2 branco rainha · e2 branco peão · f2 branco peão · g2 branco bispo · h2 branco peão · a1 branco torre · e1 branco rei · h1 branco torre | a8 preto torre · b8 preto cavalo · d8 preto rainha · f8 preto torre · g8 preto rei · a7 preto peão · b7 preto bispo · c7 preto peão · d7 preto peão · f7 preto peão · g7 preto peão · h7 preto peão · b6 preto peão · e6 preto peão · g5 branco cavalo · c4 branco peão · d4 branco peão · c3 preto cavalo · g3 branco peão · a2 branco peão · b2 branco peão · c2 branco rainha · e2 branco peão · f2 branco peão · g2 branco bispo · h2 branco peão · a1 branco torre · e1 branco rei · h1 branco torre | a8 preto torre · b8 preto cavalo · d8 preto rainha · f8 preto torre · g8 preto rei · a7 preto peão · b7 preto bispo · c7 preto peão · d7 preto peão · f7 preto peão · g7 preto peão · h7 preto peão · b6 preto peão · e6 preto peão · g5 branco cavalo · c4 branco peão · d4 branco peão · c3 preto cavalo · g3 branco peão · a2 branco peão · b2 branco peão · c2 branco rainha · e2 branco peão · f2 branco peão · g2 branco bispo · h2 branco peão · a1 branco torre · e1 branco rei · h1 branco torre | a8 preto torre · b8 preto cavalo · d8 preto rainha · f8 preto torre · g8 preto rei · a7 preto peão · b7 preto bispo · c7 preto peão · d7 preto peão · f7 preto peão · g7 preto peão · h7 preto peão · b6 preto peão · e6 preto peão · g5 branco cavalo · c4 branco peão · d4 branco peão · c3 preto cavalo · g3 branco peão · a2 branco peão · b2 branco peão · c2 branco rainha · e2 branco peão · f2 branco peão · g2 branco bispo · h2 branco peão · a1 branco torre · e1 branco rei · h1 branco torre | a8 preto torre · b8 preto cavalo · d8 preto rainha · f8 preto torre · g8 preto rei · a7 preto peão · b7 preto bispo · c7 preto peão · d7 preto peão · f7 preto peão · g7 preto peão · h7 preto peão · b6 preto peão · e6 preto peão · g5 branco cavalo · c4 branco peão · d4 branco peão · c3 preto cavalo · g3 branco peão · a2 branco peão · b2 branco peão · c2 branco rainha · e2 branco peão · f2 branco peão · g2 branco bispo · h2 branco peão · a1 branco torre · e1 branco rei · h1 branco torre | a8 preto torre · b8 preto cavalo · d8 preto rainha · f8 preto torre · g8 preto rei · a7 preto peão · b7 preto bispo · c7 preto peão · d7 preto peão · f7 preto peão · g7 preto peão · h7 preto peão · b6 preto peão · e6 preto peão · g5 branco cavalo · c4 branco peão · d4 branco peão · c3 preto cavalo · g3 branco peão · a2 branco peão · b2 branco peão · c2 branco rainha · e2 branco peão · f2 branco peão · g2 branco bispo · h2 branco peão · a1 branco torre · e1 branco rei · h1 branco torre | a8 preto torre · b8 preto cavalo · d8 preto rainha · f8 preto torre · g8 preto rei · a7 preto peão · b7 preto bispo · c7 preto peão · d7 preto peão · f7 preto peão · g7 preto peão · h7 preto peão · b6 preto peão · e6 preto peão · g5 branco cavalo · c4 branco peão · d4 branco peão · c3 preto cavalo · g3 branco peão · a2 branco peão · b2 branco peão · c2 branco rainha · e2 branco peão · f2 branco peão · g2 branco bispo · h2 branco peão · a1 branco torre · e1 branco rei · h1 branco torre | 4 |
| 3 | a8 preto torre · b8 preto cavalo · d8 preto rainha · f8 preto torre · g8 preto rei · a7 preto peão · b7 preto bispo · c7 preto peão · d7 preto peão · f7 preto peão · g7 preto peão · h7 preto peão · b6 preto peão · e6 preto peão · g5 branco cavalo · c4 branco peão · d4 branco peão · c3 preto cavalo · g3 branco peão · a2 branco peão · b2 branco peão · c2 branco rainha · e2 branco peão · f2 branco peão · g2 branco bispo · h2 branco peão · a1 branco torre · e1 branco rei · h1 branco torre | a8 preto torre · b8 preto cavalo · d8 preto rainha · f8 preto torre · g8 preto rei · a7 preto peão · b7 preto bispo · c7 preto peão · d7 preto peão · f7 preto peão · g7 preto peão · h7 preto peão · b6 preto peão · e6 preto peão · g5 branco cavalo · c4 branco peão · d4 branco peão · c3 preto cavalo · g3 branco peão · a2 branco peão · b2 branco peão · c2 branco rainha · e2 branco peão · f2 branco peão · g2 branco bispo · h2 branco peão · a1 branco torre · e1 branco rei · h1 branco torre | a8 preto torre · b8 preto cavalo · d8 preto rainha · f8 preto torre · g8 preto rei · a7 preto peão · b7 preto bispo · c7 preto peão · d7 preto peão · f7 preto peão · g7 preto peão · h7 preto peão · b6 preto peão · e6 preto peão · g5 branco cavalo · c4 branco peão · d4 branco peão · c3 preto cavalo · g3 branco peão · a2 branco peão · b2 branco peão · c2 branco rainha · e2 branco peão · f2 branco peão · g2 branco bispo · h2 branco peão · a1 branco torre · e1 branco rei · h1 branco torre | a8 preto torre · b8 preto cavalo · d8 preto rainha · f8 preto torre · g8 preto rei · a7 preto peão · b7 preto bispo · c7 preto peão · d7 preto peão · f7 preto peão · g7 preto peão · h7 preto peão · b6 preto peão · e6 preto peão · g5 branco cavalo · c4 branco peão · d4 branco peão · c3 preto cavalo · g3 branco peão · a2 branco peão · b2 branco peão · c2 branco rainha · e2 branco peão · f2 branco peão · g2 branco bispo · h2 branco peão · a1 branco torre · e1 branco rei · h1 branco torre | a8 preto torre · b8 preto cavalo · d8 preto rainha · f8 preto torre · g8 preto rei · a7 preto peão · b7 preto bispo · c7 preto peão · d7 preto peão · f7 preto peão · g7 preto peão · h7 preto peão · b6 preto peão · e6 preto peão · g5 branco cavalo · c4 branco peão · d4 branco peão · c3 preto cavalo · g3 branco peão · a2 branco peão · b2 branco peão · c2 branco rainha · e2 branco peão · f2 branco peão · g2 branco bispo · h2 branco peão · a1 branco torre · e1 branco rei · h1 branco torre | a8 preto torre · b8 preto cavalo · d8 preto rainha · f8 preto torre · g8 preto rei · a7 preto peão · b7 preto bispo · c7 preto peão · d7 preto peão · f7 preto peão · g7 preto peão · h7 preto peão · b6 preto peão · e6 preto peão · g5 branco cavalo · c4 branco peão · d4 branco peão · c3 preto cavalo · g3 branco peão · a2 branco peão · b2 branco peão · c2 branco rainha · e2 branco peão · f2 branco peão · g2 branco bispo · h2 branco peão · a1 branco torre · e1 branco rei · h1 branco torre | a8 preto torre · b8 preto cavalo · d8 preto rainha · f8 preto torre · g8 preto rei · a7 preto peão · b7 preto bispo · c7 preto peão · d7 preto peão · f7 preto peão · g7 preto peão · h7 preto peão · b6 preto peão · e6 preto peão · g5 branco cavalo · c4 branco peão · d4 branco peão · c3 preto cavalo · g3 branco peão · a2 branco peão · b2 branco peão · c2 branco rainha · e2 branco peão · f2 branco peão · g2 branco bispo · h2 branco peão · a1 branco torre · e1 branco rei · h1 branco torre | a8 preto torre · b8 preto cavalo · d8 preto rainha · f8 preto torre · g8 preto rei · a7 preto peão · b7 preto bispo · c7 preto peão · d7 preto peão · f7 preto peão · g7 preto peão · h7 preto peão · b6 preto peão · e6 preto peão · g5 branco cavalo · c4 branco peão · d4 branco peão · c3 preto cavalo · g3 branco peão · a2 branco peão · b2 branco peão · c2 branco rainha · e2 branco peão · f2 branco peão · g2 branco bispo · h2 branco peão · a1 branco torre · e1 branco rei · h1 branco torre | 3 |
| 2 | a8 preto torre · b8 preto cavalo · d8 preto rainha · f8 preto torre · g8 preto rei · a7 preto peão · b7 preto bispo · c7 preto peão · d7 preto peão · f7 preto peão · g7 preto peão · h7 preto peão · b6 preto peão · e6 preto peão · g5 branco cavalo · c4 branco peão · d4 branco peão · c3 preto cavalo · g3 branco peão · a2 branco peão · b2 branco peão · c2 branco rainha · e2 branco peão · f2 branco peão · g2 branco bispo · h2 branco peão · a1 branco torre · e1 branco rei · h1 branco torre | a8 preto torre · b8 preto cavalo · d8 preto rainha · f8 preto torre · g8 preto rei · a7 preto peão · b7 preto bispo · c7 preto peão · d7 preto peão · f7 preto peão · g7 preto peão · h7 preto peão · b6 preto peão · e6 preto peão · g5 branco cavalo · c4 branco peão · d4 branco peão · c3 preto cavalo · g3 branco peão · a2 branco peão · b2 branco peão · c2 branco rainha · e2 branco peão · f2 branco peão · g2 branco bispo · h2 branco peão · a1 branco torre · e1 branco rei · h1 branco torre | a8 preto torre · b8 preto cavalo · d8 preto rainha · f8 preto torre · g8 preto rei · a7 preto peão · b7 preto bispo · c7 preto peão · d7 preto peão · f7 preto peão · g7 preto peão · h7 preto peão · b6 preto peão · e6 preto peão · g5 branco cavalo · c4 branco peão · d4 branco peão · c3 preto cavalo · g3 branco peão · a2 branco peão · b2 branco peão · c2 branco rainha · e2 branco peão · f2 branco peão · g2 branco bispo · h2 branco peão · a1 branco torre · e1 branco rei · h1 branco torre | a8 preto torre · b8 preto cavalo · d8 preto rainha · f8 preto torre · g8 preto rei · a7 preto peão · b7 preto bispo · c7 preto peão · d7 preto peão · f7 preto peão · g7 preto peão · h7 preto peão · b6 preto peão · e6 preto peão · g5 branco cavalo · c4 branco peão · d4 branco peão · c3 preto cavalo · g3 branco peão · a2 branco peão · b2 branco peão · c2 branco rainha · e2 branco peão · f2 branco peão · g2 branco bispo · h2 branco peão · a1 branco torre · e1 branco rei · h1 branco torre | a8 preto torre · b8 preto cavalo · d8 preto rainha · f8 preto torre · g8 preto rei · a7 preto peão · b7 preto bispo · c7 preto peão · d7 preto peão · f7 preto peão · g7 preto peão · h7 preto peão · b6 preto peão · e6 preto peão · g5 branco cavalo · c4 branco peão · d4 branco peão · c3 preto cavalo · g3 branco peão · a2 branco peão · b2 branco peão · c2 branco rainha · e2 branco peão · f2 branco peão · g2 branco bispo · h2 branco peão · a1 branco torre · e1 branco rei · h1 branco torre | a8 preto torre · b8 preto cavalo · d8 preto rainha · f8 preto torre · g8 preto rei · a7 preto peão · b7 preto bispo · c7 preto peão · d7 preto peão · f7 preto peão · g7 preto peão · h7 preto peão · b6 preto peão · e6 preto peão · g5 branco cavalo · c4 branco peão · d4 branco peão · c3 preto cavalo · g3 branco peão · a2 branco peão · b2 branco peão · c2 branco rainha · e2 branco peão · f2 branco peão · g2 branco bispo · h2 branco peão · a1 branco torre · e1 branco rei · h1 branco torre | a8 preto torre · b8 preto cavalo · d8 preto rainha · f8 preto torre · g8 preto rei · a7 preto peão · b7 preto bispo · c7 preto peão · d7 preto peão · f7 preto peão · g7 preto peão · h7 preto peão · b6 preto peão · e6 preto peão · g5 branco cavalo · c4 branco peão · d4 branco peão · c3 preto cavalo · g3 branco peão · a2 branco peão · b2 branco peão · c2 branco rainha · e2 branco peão · f2 branco peão · g2 branco bispo · h2 branco peão · a1 branco torre · e1 branco rei · h1 branco torre | a8 preto torre · b8 preto cavalo · d8 preto rainha · f8 preto torre · g8 preto rei · a7 preto peão · b7 preto bispo · c7 preto peão · d7 preto peão · f7 preto peão · g7 preto peão · h7 preto peão · b6 preto peão · e6 preto peão · g5 branco cavalo · c4 branco peão · d4 branco peão · c3 preto cavalo · g3 branco peão · a2 branco peão · b2 branco peão · c2 branco rainha · e2 branco peão · f2 branco peão · g2 branco bispo · h2 branco peão · a1 branco torre · e1 branco rei · h1 branco torre | 2 |
| 1 | a8 preto torre · b8 preto cavalo · d8 preto rainha · f8 preto torre · g8 preto rei · a7 preto peão · b7 preto bispo · c7 preto peão · d7 preto peão · f7 preto peão · g7 preto peão · h7 preto peão · b6 preto peão · e6 preto peão · g5 branco cavalo · c4 branco peão · d4 branco peão · c3 preto cavalo · g3 branco peão · a2 branco peão · b2 branco peão · c2 branco rainha · e2 branco peão · f2 branco peão · g2 branco bispo · h2 branco peão · a1 branco torre · e1 branco rei · h1 branco torre | a8 preto torre · b8 preto cavalo · d8 preto rainha · f8 preto torre · g8 preto rei · a7 preto peão · b7 preto bispo · c7 preto peão · d7 preto peão · f7 preto peão · g7 preto peão · h7 preto peão · b6 preto peão · e6 preto peão · g5 branco cavalo · c4 branco peão · d4 branco peão · c3 preto cavalo · g3 branco peão · a2 branco peão · b2 branco peão · c2 branco rainha · e2 branco peão · f2 branco peão · g2 branco bispo · h2 branco peão · a1 branco torre · e1 branco rei · h1 branco torre | a8 preto torre · b8 preto cavalo · d8 preto rainha · f8 preto torre · g8 preto rei · a7 preto peão · b7 preto bispo · c7 preto peão · d7 preto peão · f7 preto peão · g7 preto peão · h7 preto peão · b6 preto peão · e6 preto peão · g5 branco cavalo · c4 branco peão · d4 branco peão · c3 preto cavalo · g3 branco peão · a2 branco peão · b2 branco peão · c2 branco rainha · e2 branco peão · f2 branco peão · g2 branco bispo · h2 branco peão · a1 branco torre · e1 branco rei · h1 branco torre | a8 preto torre · b8 preto cavalo · d8 preto rainha · f8 preto torre · g8 preto rei · a7 preto peão · b7 preto bispo · c7 preto peão · d7 preto peão · f7 preto peão · g7 preto peão · h7 preto peão · b6 preto peão · e6 preto peão · g5 branco cavalo · c4 branco peão · d4 branco peão · c3 preto cavalo · g3 branco peão · a2 branco peão · b2 branco peão · c2 branco rainha · e2 branco peão · f2 branco peão · g2 branco bispo · h2 branco peão · a1 branco torre · e1 branco rei · h1 branco torre | a8 preto torre · b8 preto cavalo · d8 preto rainha · f8 preto torre · g8 preto rei · a7 preto peão · b7 preto bispo · c7 preto peão · d7 preto peão · f7 preto peão · g7 preto peão · h7 preto peão · b6 preto peão · e6 preto peão · g5 branco cavalo · c4 branco peão · d4 branco peão · c3 preto cavalo · g3 branco peão · a2 branco peão · b2 branco peão · c2 branco rainha · e2 branco peão · f2 branco peão · g2 branco bispo · h2 branco peão · a1 branco torre · e1 branco rei · h1 branco torre | a8 preto torre · b8 preto cavalo · d8 preto rainha · f8 preto torre · g8 preto rei · a7 preto peão · b7 preto bispo · c7 preto peão · d7 preto peão · f7 preto peão · g7 preto peão · h7 preto peão · b6 preto peão · e6 preto peão · g5 branco cavalo · c4 branco peão · d4 branco peão · c3 preto cavalo · g3 branco peão · a2 branco peão · b2 branco peão · c2 branco rainha · e2 branco peão · f2 branco peão · g2 branco bispo · h2 branco peão · a1 branco torre · e1 branco rei · h1 branco torre | a8 preto torre · b8 preto cavalo · d8 preto rainha · f8 preto torre · g8 preto rei · a7 preto peão · b7 preto bispo · c7 preto peão · d7 preto peão · f7 preto peão · g7 preto peão · h7 preto peão · b6 preto peão · e6 preto peão · g5 branco cavalo · c4 branco peão · d4 branco peão · c3 preto cavalo · g3 branco peão · a2 branco peão · b2 branco peão · c2 branco rainha · e2 branco peão · f2 branco peão · g2 branco bispo · h2 branco peão · a1 branco torre · e1 branco rei · h1 branco torre | a8 preto torre · b8 preto cavalo · d8 preto rainha · f8 preto torre · g8 preto rei · a7 preto peão · b7 preto bispo · c7 preto peão · d7 preto peão · f7 preto peão · g7 preto peão · h7 preto peão · b6 preto peão · e6 preto peão · g5 branco cavalo · c4 branco peão · d4 branco peão · c3 preto cavalo · g3 branco peão · a2 branco peão · b2 branco peão · c2 branco rainha · e2 branco peão · f2 branco peão · g2 branco bispo · h2 branco peão · a1 branco torre · e1 branco rei · h1 branco torre | 1 |
|   | a | b | c | d | e | f | g | h |   |